# Arura
Arura o aroura (grec: ἄρουρα) és una paraula del grec homèric que originalment significa "terra cultivable", i deriva del verb "ἀρόω", llaurar. La paraula també s'entén com a territori, pàtria, i, en plural, per descriure cultius i camps sembrats.
El terme també es feia servir per designar una mesura de terra a l'antic Egipte semblant a l'acre, que suposava una àrea quadrada de 100 colzes egipcis de costat, aproximadament uns 2700 m² o 2/3 d'un acre.
L'ús més antic d'aquesta paraula es troba en una inscripció del grec micènic, escrita en Lineal B (escriptura sil·làbica): a-ro-u-ra, que literalment significa llaurar.